# Эль-Гуна (футбольный клуб)
«Эль-Гуна» (El Gouna FC) — египетский футбольный клуб, базирующийся в курортном городе Эль-Гуна. В настоящее время играет в Египетской премьер-лиге.

## История
Футбольный клуб успешно стартовал в четвёртом дивизионе в сезоне 2003/04, где сразу же занял первое место. В следующем сезоне он на лету прошел весь сезон и заслуженно поднялся в классе.
Сезон 2005/2006 команда начала во втором дивизионе, где пришлось задержаться, хотя и занимали высокие места. А в сезоне 2006/2007 команда вообще остановилась в шаге от премьер-лиги, уступив лишь в играх плей-офф. Однако уже через два года команда взлетела в элиту египетского футбола.